# Людвиг Вильгельм Баварский
Людвиг Вильгельм Баварский (нем. Ludwig Wilhelm in Bayern; 21 июня 1831, Мюнхен — 6 ноября 1920, Мюнхен) — баварский герцог, генерал кавалерии.

## Биография
Людвиг Вильгельм — старший ребёнок в семье Макса Иосифа Баварского и Людовики Вильгельмины Баварской. Его младшая сестра — австрийская императрица Елизавета. Ради женитьбы на немецкой актрисе Генриетте Мендель Людвиг отказался от своих наследственных прав перворождённого.
Военная карьера Людвига Вильгельма сложилась в баварской армии, где он начинал майором в 1-м кавалерийском полку императора Николая и к июлю 1883 года заслужил звание генерала кавалерии. В ноябре 1920 года герцог Людвиг умер от паралича сердца и был похоронен на мюнхенском Восточном кладбище.

## Семья
В 1858 году у Людвига и Генриетты Мендель родилась дочь Мария Луиза, будущая графиня Лариш-Валлерзее, получившая известность в связи с трагедией в Майерлинге. В 1859 году у Людвига и Генриетты родился сын Карл Эммануэль, умерший через два месяца. После смерти Генриетты в 1891 году герцог Людвиг женился спустя год на актрисе Антонии Барт, брак с которой был расторгнут в 1913 году.